# Speranza (Raffaello)
La Speranza è un dipinto di Raffaello a olio su tavola (16x44 cm), databile al 1507 e conservato nella Pinacoteca vaticana a Roma. Con altre due tavolette nello stesso museo fa parte della predella della smembrata Pala Baglioni. 

## Storia
La pala d'altare, che si trovava chiesa di San Francesco al Prato, era stata commissionata Atalanta Baglioni, in memoria del figlio Grifonetto, assassinato per vendetta durante alcune lotte intestine alla famiglia per il dominio di Perugia nel 1500. 
Le tavolette della predella, a differenza della pala centrale con la Deposizione, non vennero sottratte per il cardinale Scipione Borghese, ma anzi furono i francesi a portarle via dopo la soppressione dell'istituto religioso nel 1797. Nel 1816 si riuscì a farle ritornare in Italia al legittimo possessore, in questo caso il papa, quale capo della Chiesa, ma, come molte altre opere umbre e marchigiane di pregio, Pio VII decise di tenerle nella Pinacoteca vaticana piuttosto che rimandarle nei luoghi di origine. Tutte e tre le tavolette sono concordemente riferite al Sanzio. 

## Descrizione e stile
Le tavolette della predella sono tre e raffigurano le Virtù teologali a monocromo entro tondi tra angioletti o putti reggitarga. Il medaglione centrale è pensato come una nicchia, in cui le figurette proiettano l'ombra. La Speranza in particolare, affiancata da due angioletti a tutta figura, dalla dolcezza tipica dei putti di Raffaello, è ritratta con le mani giunte in preghiera e lo sguardo tipicamente rivolto al cielo. La figura è girata a destra, poiché originariamente collocata a sinistra. 
Elaborata è l'acconciatura e l'abbigliamento all'antica, con un velo mosso dal vento che dà un senso dinamico alla rappresentazione.